# Supercopa Rei
De Supercopa Rei (Braziliaanse supercup) is een Braziliaanse voetbalwedstrijd, georganiseerd door de Braziliaanse voetbalbond (CBF) tussen de landskampioen en de beker van het voorgaande jaar. Na twee jaar werd de competitie niet meer gespeeld tot deze in 2020 nieuw leven ingeblazen werd. Tot 2023 heette de competitie Supercopa do Brasil. Voor 2024 werd de naam gewijzigd in Supercopa Rei als eerbetoon aan de in 2022 overleden nationale sterspeler Pelé. 

## Finales
1990 · 1991 · 1992-2019 · 2020 · 2021 · 2022 · 2023 · 2024